# Tsunekazu Ishihara
Tsunekazu Ishihara (石原恒和?, Ishihara Tsunekazu; Toba, 27 novembre 1957) è un manager giapponese.
Dal 2001 presidente della The Pokémon Company, è il produttore di numerosi videogiochi Nintendo, in particolare appartenenti alla serie Pokémon. Oltre ad aver prodotto numerosi film di Pokémon, è accreditato come uno degli inventori del Pokémon Trading Card Game.
È presente nel videogioco Pokémon Trading Card Game. Il suo Pokémon preferito è Exeggutor.